# Eotetranychus xylopiae
Eotetranychus xylopiae är en spindeldjursart som beskrevs av Gutierrez 1970. Eotetranychus xylopiae ingår i släktet Eotetranychus och familjen Tetranychidae. Inga underarter finns listade i Catalogue of Life.